# La Baussaine
La Baussaine (auf Gallo „La Bauczaènn“, auf Bretonisch „Baosan“) ist eine französische Gemeinde im Département Ille-et-Vilaine in der Region Bretagne. Sie gehört zum Arrondissement Saint-Malo und zum Kanton Combourg.

## Geografie
Die Gemeinde La Baussaine liegt ca. 30 Kilometer nordwestlich von Rennes auf durchschnittlich 83 Metern über dem Meer. Sie grenzt im Norden an Trimer, im Nordosten an Tinténiac, im Südosten an Les Iffs, im Süden an Cardroc, im Südwesten an Miniac-sous-Bécherel, im Westen an Longaulnay sowie im Nordwesten an Saint-Thual,.

## Bevölkerungsentwicklung
| Jahr                       | 1962 | 1968 | 1975 | 1982 | 1990 | 1999 | 2006 | 2012 | 2020 |
| Einwohner                  | 522  | 509  | 435  | 421  | 447  | 474  | 579  | 632  | 675  |
| Quellen: Cassini und INSEE |      |      |      |      |      |      |      |      |      |

## Sehenswürdigkeiten
- Bibelfenster in der Kirche St-Léon, Monument historique
- Gefallenendenkmal

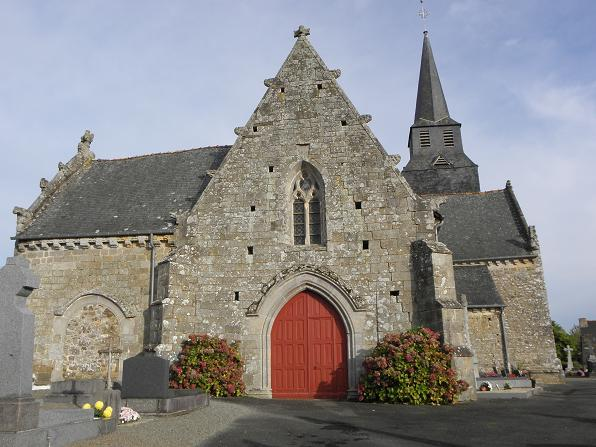
Kirche Saint-Léon
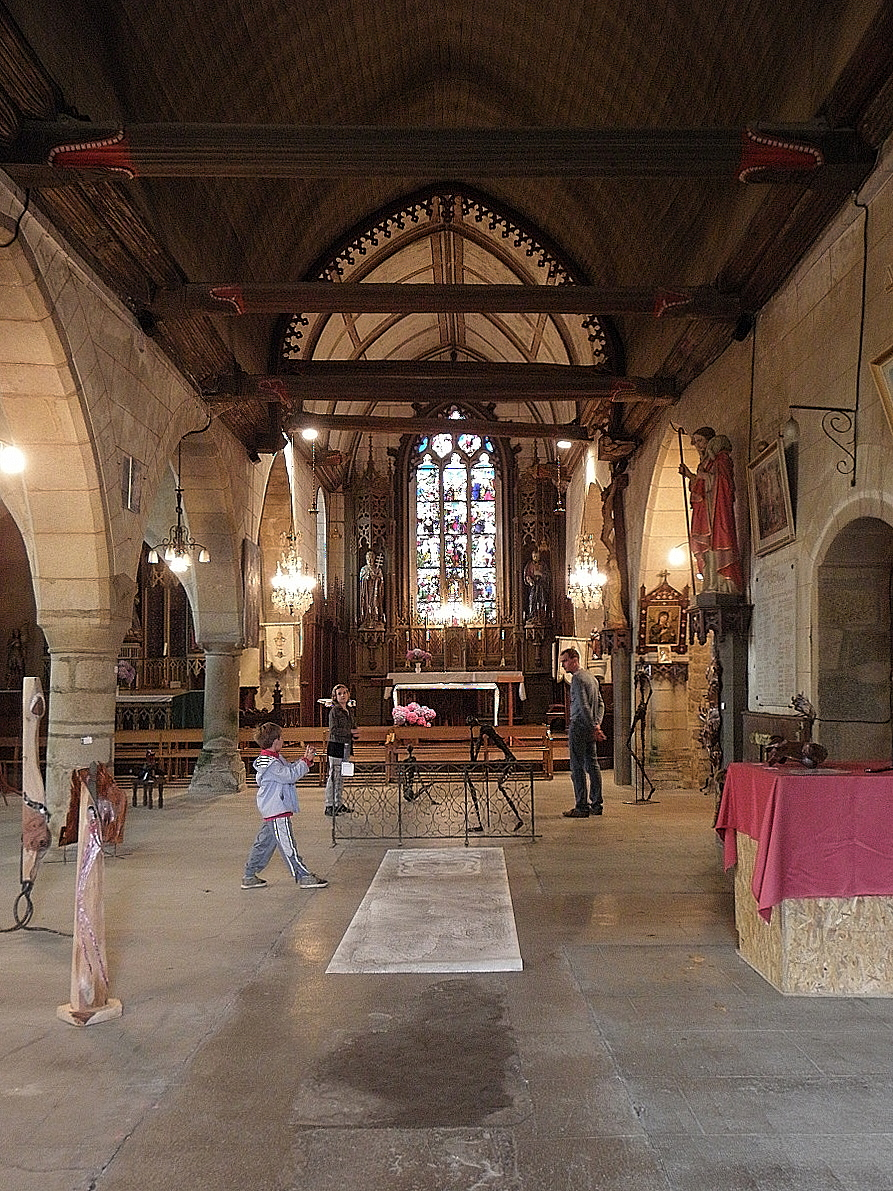
Innenansicht der Kirche Saint-Léon
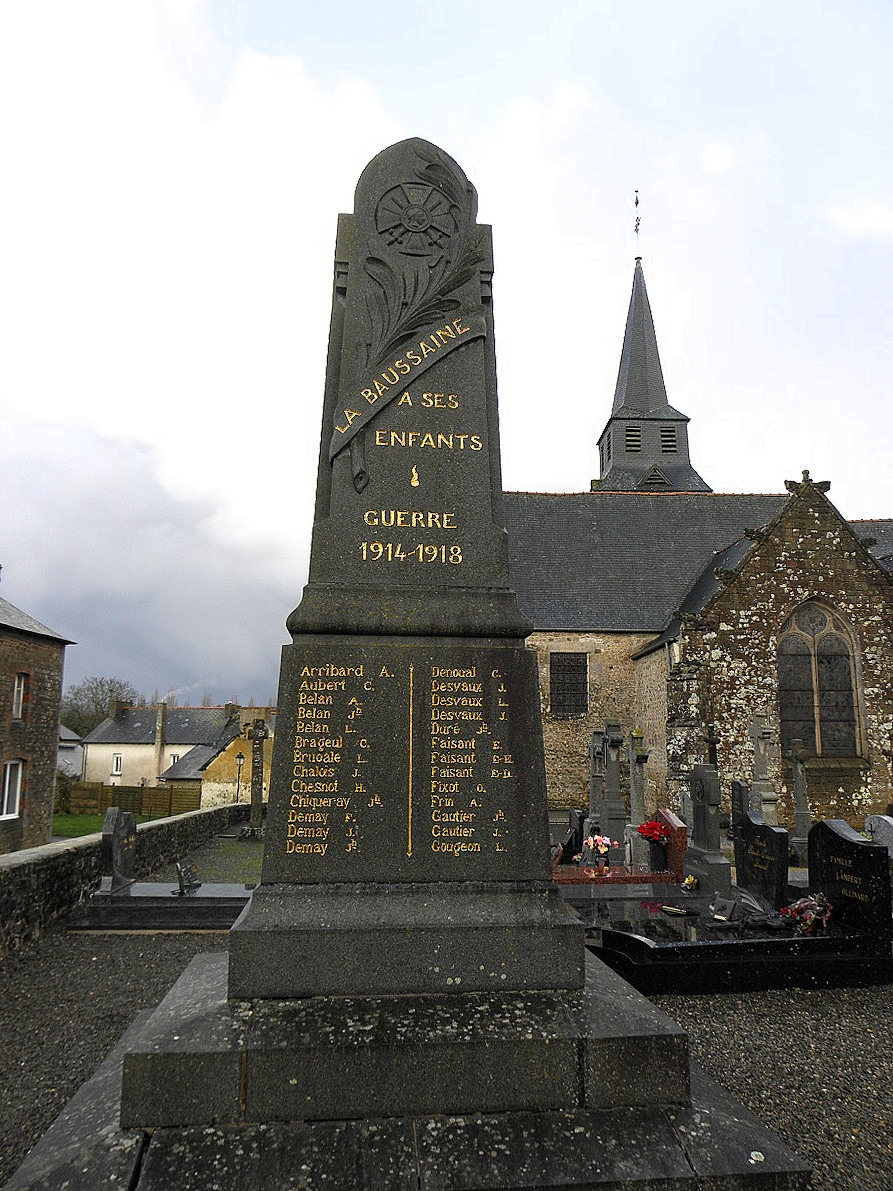
Gefallenendenkmal